# Уравнение фон Неймана
Уравнение фон Неймана — уравнение квантовой механики, описывающее эволюцию как чистых, так и смешанных состояний квантовых гамильтоновых систем.
Уравнение фон Неймана имеет вид
{\displaystyle {\frac {\partial }{\partial t}}\rho ={\frac {1}{i\hbar }}[H,\rho ],}
где {\displaystyle \rho } — матрица плотности, {\displaystyle H} — оператор Гамильтона, а скобки обозначают коммутатор.
Уравнение фон Неймана также называется квантовым уравнением Лиувилля.
Уравнение предложено Дж. фон Нейманом.
Квантовые открытые, диссипативные и негамильтоновы системы описываются уравнением Линдблада, частным случаем которого является уравнение фон Неймана.